# Garland
Garland város az USA Texas államában, Dallas, Collin és Rockwall megyében. Lakosainak száma 246 018 fő (2020. április 1.).

## Népesség
A település népességének változása:

| 2010 | 226 876 |
| 2020 | 246 018 |